# Trofeo Baracchi 1951
Il Trofeo Baracchi 1951, terza edizione a coppie della corsa, si svolse il 1 novembre 1951 sul velodromo di Dalmine su un percorso di 108,4 km. La vittoria fu appannaggio della coppia italiana Fiorenzo Magni e Giuseppe Minardi, che completarono il percorso in 2h37'21", precedendo il duo italo-svizzero formato da Gino Bartali e Ferdi Kubler, che si aggiudicarono il secondo posto, e Alfredo Martini e Loretto Petrucci, che salirono sul terzo gradino del podio.
I corridori che presero il via in questa edizione della corsa erano 14, suddivisi in 7 coppie. 

## Ordine d'arrivo (Top 10)
| Pos. | Corridore                        | Tempo    |
| ---- | -------------------------------- | -------- |
| 1    | Fiorenzo Magni Giuseppe Minardi  | 2h37'21" |
| 2    | Gino Bartali Ferdi Kubler        | a 1'40"  |
| 3    | Alfredo Martini Loretto Petrucci | a 2'02"  |